# Крепостная улица (Выборг)
Крепостная улица — одна из старейших и важнейших улиц старого Выборга. Проходит от Крепостного моста до Восточно-Выборгских укреплений. Популярный туристический маршрут
При въезде на Крепостной мост по обеим сторонам Крепостной улицы установлены аллегорические женские статуи «Промышленность» и «Морская торговля» с соответствующими атрибутами в руках: шестерёнкой и жезлом Меркурия.

## История
В XV веке дорога к Абоскому мосту, застроенная главным образом деревянными бюргерскими домами, сформировалась в городскую улицу, которая стала называться Верхней или Большой. Самой заметной постройкой на улице того времени был каменный кафедральный собор.
В 1640 году шведским инженером А. Торстенсоном с помощью землемера А. Стренга был составлен первый регулярный план шведского Выборга, согласно которому город разделялся на кварталы правильной геометрической формы (без учёта рельефа) прямыми улицами, ширина которых, в основном, была равна 8,5 метрам. По новому плану выпрямленная Большая улица стала главной улицей города, получив название Королевской (швед. Dråtningzgatan, Drottningsgatan) в честь шведской королевы Кристины. Она была ориентирована на башню Круглых ворот Каменного города, у которой сформировалась Ратушная площадь — центр города, где селились зажиточные купцы и другие знатные горожане. В соответствии с планом прокладывалось продолжение улицы на территории Земляного города (или Вала, то есть жилых кварталов в Рогатой крепости), но городская стена, разделявшая Каменный город и Рогатую крепость, была пробита гораздо позже.
После взятия Выборга русскими войсками в 1710 году на русских картах улица продолжала называться Королевской. Она застраивалась домами в стиле русского классицизма. Средневековый облик сохранил дом горожанина, ставший дворовой постройкой. В XVIII веке в соответствии с утверждённым императрицей Екатериной II в 1794 году генеральным планом Выборга застройкой примыкающих к улице Соборной и Парадной площадей был сформирован новый городской центр с губернскими присутственными местами, православным Спасо-Преображенским собором и лютеранским собором Петра и Павла. С этого времени главная улица города называлась Екатерининской.
Древнейшая часть улицы проходит по вершине большой гранитной гряды, в обе стороны от которой спускаются вниз, к берегам Выборгского залива, небольшие средневековые улицы. Во второй половине XIX века в соответствии с разработанным в 1861 году выборгским губернским землемером Б. О. Нюмальмом планом были снесены устаревшие укрепления Каменного города и Рогатой крепости, и Екатерининская улица была продлена на юго-восток, куда со строительством Выборгского почтамта, нового дома губернатора, лютеранского собора и других публичных зданий переместился городской центр. В связи с этим ширина улицы, доведённой в 1866 году до Батарейной горы, после Парадной площади увеличивается. Узкие Абовские ворота в западном конце улицы были разобраны в 1857 году.

Схематическое изображение Выборга до реконструкции
На плане А. Торстенсона параллельные улицы разделены стеной между Каменным городом и Рогатой крепостью
Екатерининская улица на плане Выборгской крепости 1802 года
План 1861 года, в соответствии с которым улица была продлена

Но с ростом Выборга Екатерининская улица утратила статус главной улицы города, уступив это место к началу XX века Торкельской улице.
После введения в 1860-х годах в официальное делопроизводство Великого княжества Финляндского финского языка получили распространение финноязычные карты Выборга, на которых улица именовалась Катариинанкату (фин. Katariinankatu); с провозглашением независимости Финляндии финский вариант названия стал официальным. В 1929 году, в рамках кампании по устранению названий, связанных с российским периодом истории Выборга, улица была переименована в Линнанкату (фин. Linnankatu, «Замковая»).
Застройка улицы сильно пострадала в результате советско-финских войн (1939—1944). В период вхождения Выборга в состав Карело-Финской ССР в 1940—1941 годах, когда использовались таблички и вывески на двух языках, фин. Linnankatu по-русски стала именоваться Крепостной улицей. С 1944 года, после передачи Выборга в состав Ленинградской области, русское название закрепилось в качестве единственного официального.
До 1957 года улица входила в маршрут Выборгского трамвая. В настоящее время через неё проходит несколько автобусных маршрутов.
С 2008 года, после разделения всей территории Выборга на микрорайоны, Крепостная улица относится к Центральному микрорайону города. Частично пешеходная с сентября 2020 года.

## Названия
- До 1640 года — Большая улица.
- В 1640—1794 — Королевская улица (швед. Drottnigsgatan, Kungsgatan).
- В 1794—1929 — Екатерининская улица (швед. Catharinagatan, Katharinagatan, фин. Katariinankatu).
- В 1929—1940 — Замковая улица (фин.  Linnankatu).
- С 1940 года — Крепостная улица.

## Здания
- Крепостная ул., 1 — Дом Э. Вольфа
- Крепостная ул., 2 — здание бывшей Старой ратуши, позднее историко-этнографического музея, ныне жилой дом (архитектор Й. Бломквист)
- Крепостная ул., 3 — Губернский почтовый дом
- Крепостная ул., 6 — Здание компании «Эрнен»
- Крепостная ул., 7 — Дом купца Буттенгоффа
- Крепостная ул., 8, 8а — Дом Валя
- Крепостная ул., 11 — Дом Говинга
- Крепостная ул., 13а — Дом горожанина
- Крепостная ул., 22 — Дом губернского правления
- Крепостная ул., 24 — Торговый дом Финляндского объединённого банка
- Крепостная ул., 26 — Центральные казармы, ныне Военный музей Карельского перешейка
- Крепостная ул., 27 — Русская женская гимназия
- Крепостная ул., 30 — Главный почтамт
- Крепостная ул., 35 — Дом губернатора
- Крепостная ул., 37 — Дом Виклунда

Почти все здания, расположенные на улице, внесены в реестр объектов культурного наследия в качестве памятников архитектуры.

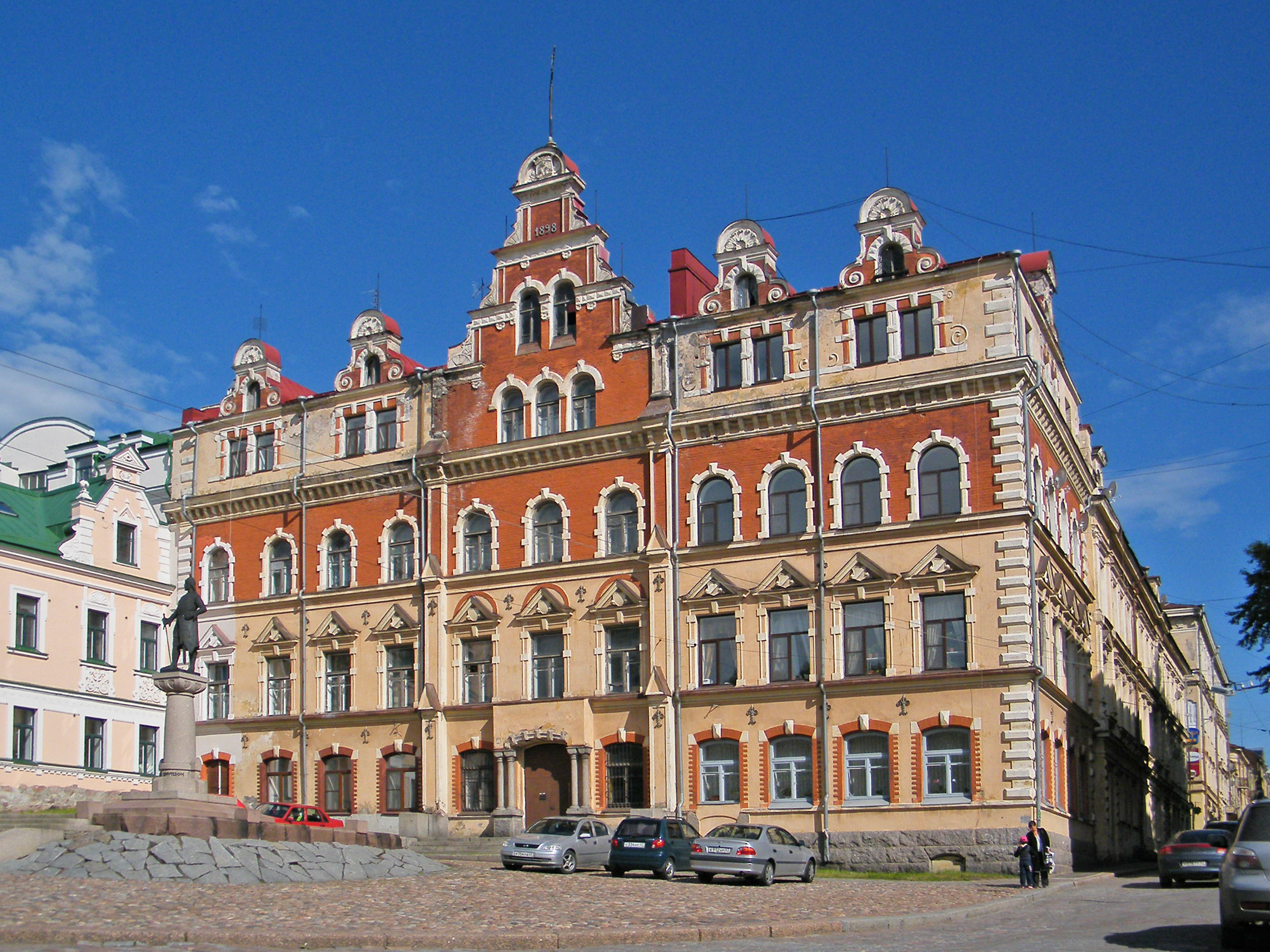
Здание Старой ратуши
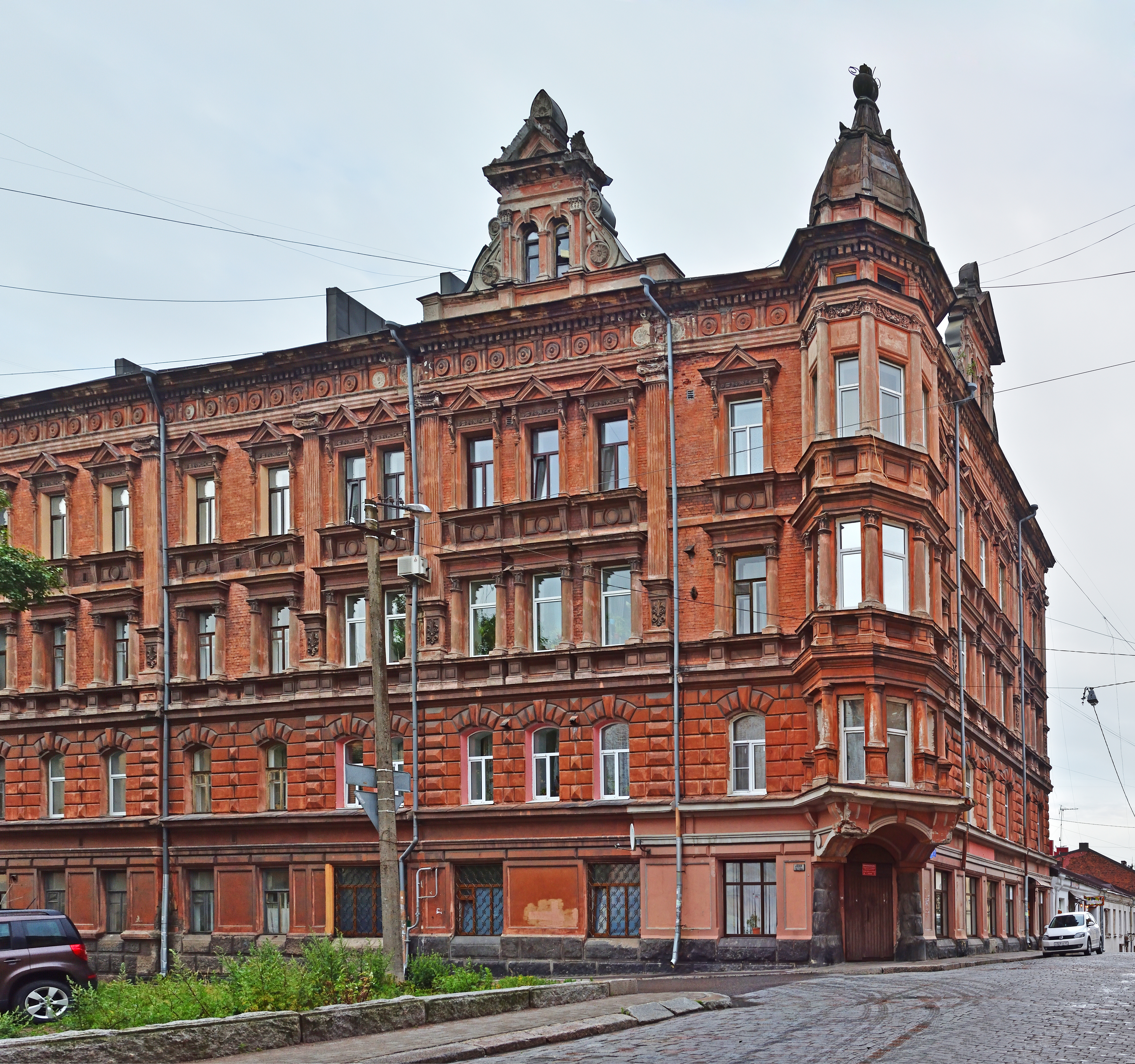
Дом купца Буттенгоффа
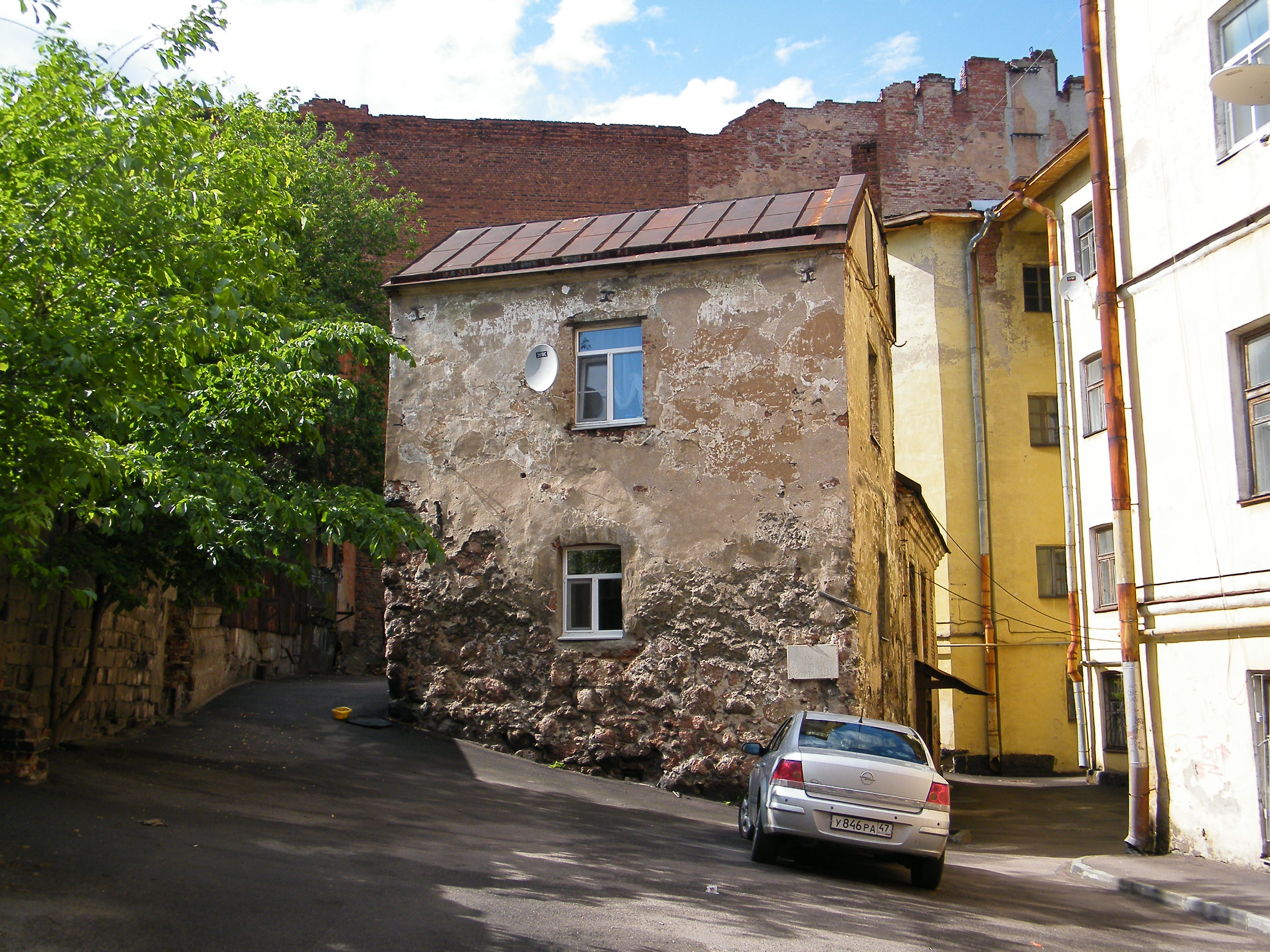
Дом горожанина
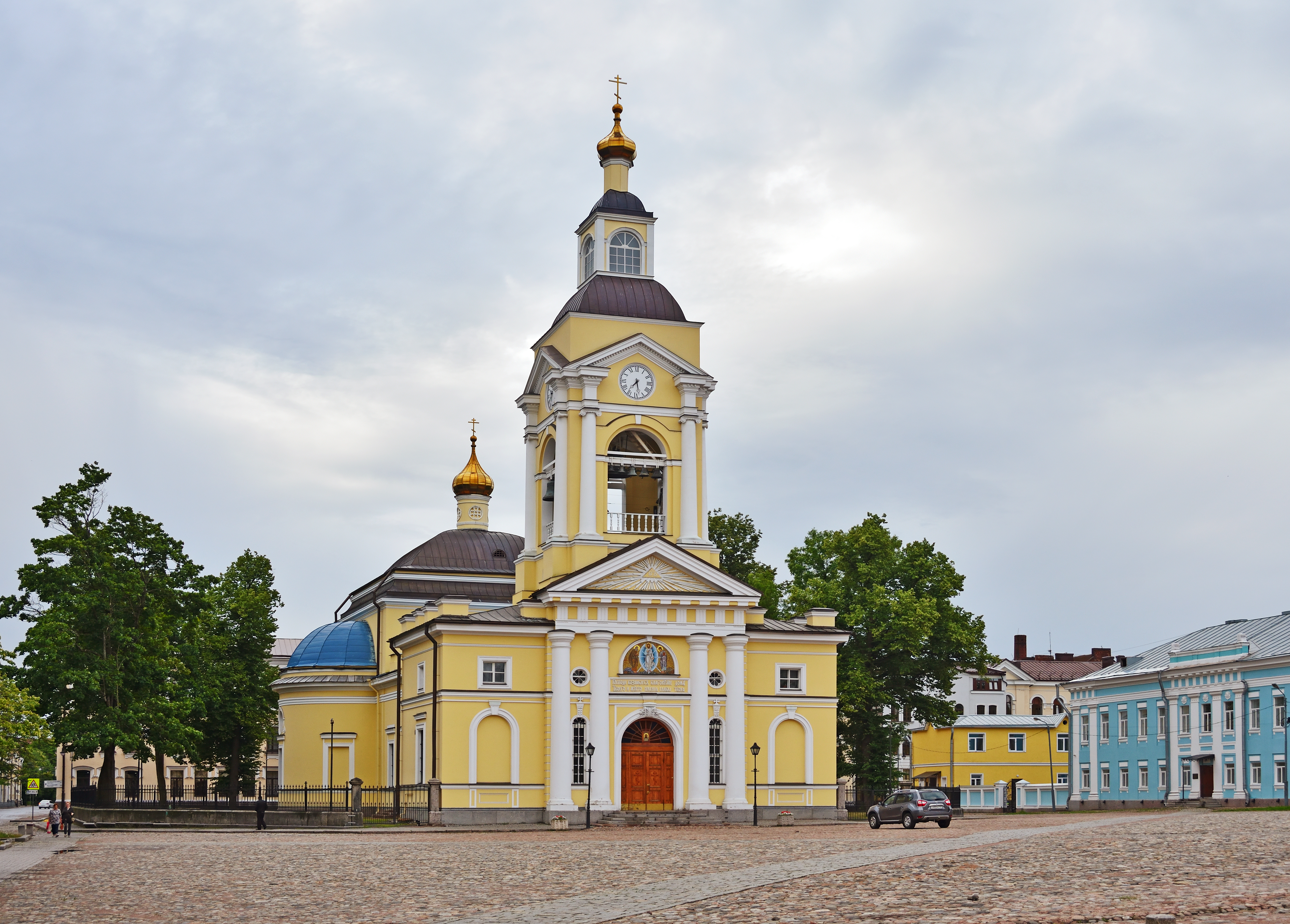
Спасо-Преображенский собор
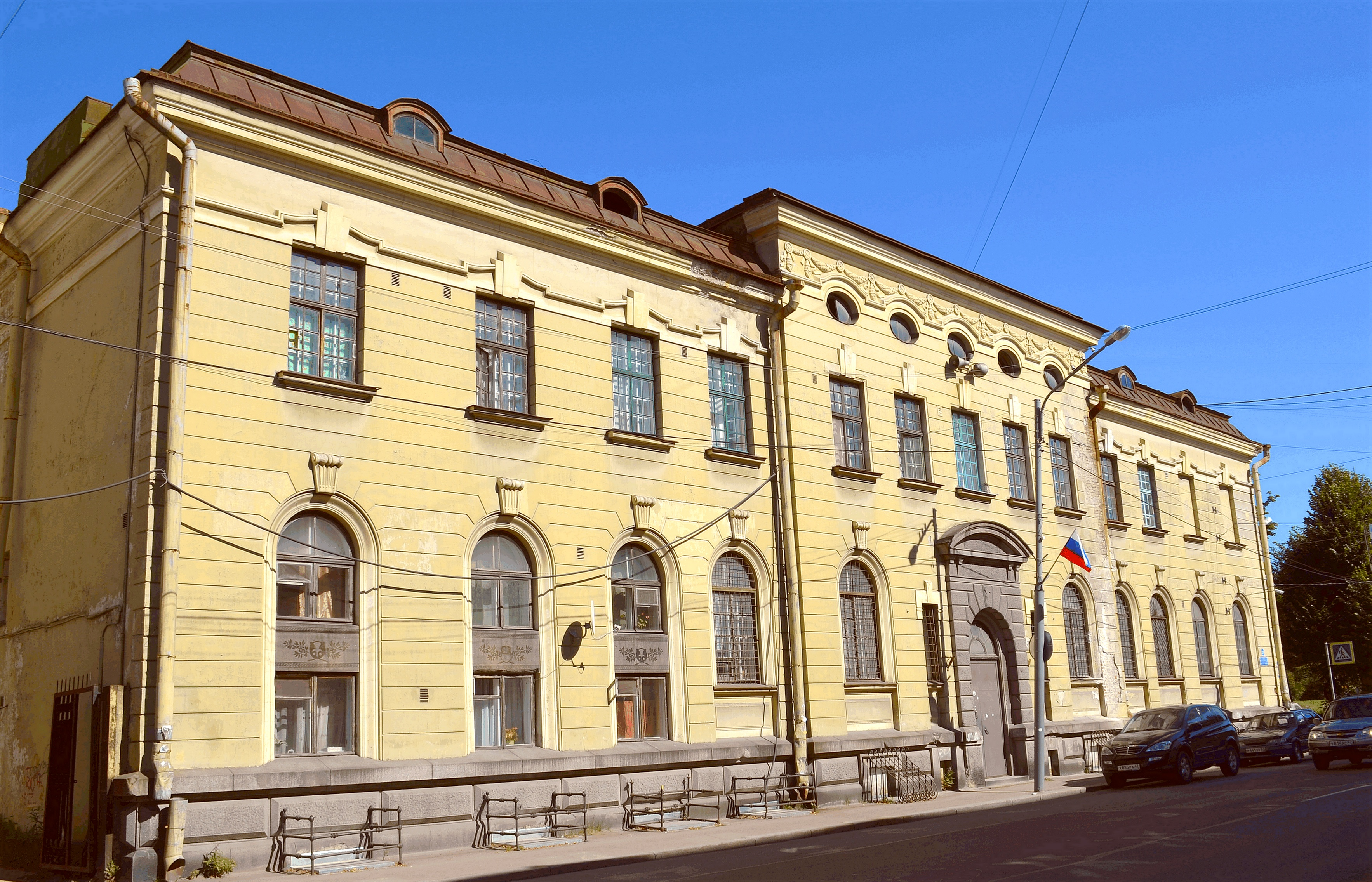
Главный почтамт
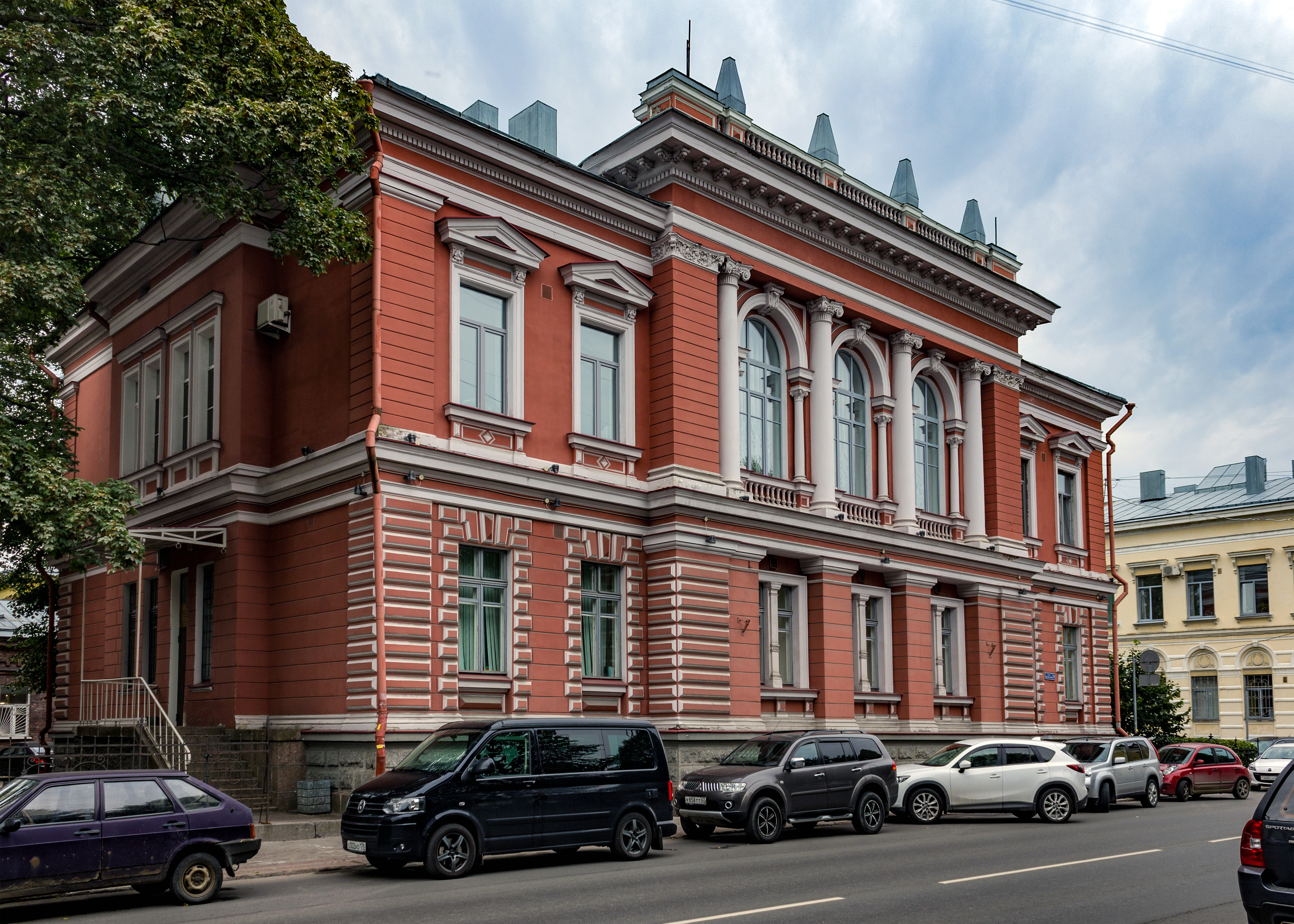
Дом губернатора

## Памятники
- Статуи «Промышленность» и «Морская торговля» на перекрёстке с улицами Северный Вал и Южный Вал
- Памятник Торгильсу Кнутссону на площади Старой Ратуши
- Трамвай-памятник на углу с Пионерской улицей
- Аллея актёрской славы на Театральной площади
- Садово-парковая скульптура обнажённой девушки в сквере на углу с Московским проспектом
- Памятная доска на доме № 49, посвящённая педагогу А. А. Петровой, почётному гражданину Выборга[5].